# 電磁気学
電磁気学（、英: electromagnetism）は、物理学の分野の1つであり、基本相互作用のひとつである電磁相互作用に関する現象を扱う学問である。工学分野では、電気磁気学と呼ばれることもある。電磁気学の基礎は、19世紀にスコットランドの科学者ジェームズ・クラーク・マクスウェルが導き出した、マクスウェルの方程式によって定式化された。マクスウェルの方程式は、「物理学における2番目の大きな統一」と呼ばれる。
本稿では学問としての電磁気学全般について述べるにとどめ、より詳細な理論については古典電磁気学、歴史については電磁気学の年表に譲る。

## 電磁気学の概要
電磁気学は、電磁的現象を考察の対象とする。電磁的現象としては、
- 磁石が鉄を引き寄せる事
- 摩擦した琥珀が軽い物体を引き寄せる事
- 雷や稲妻

などが古来から知られている。現在では身の周りの殆ど全ての現象が電磁的現象として理解できる事が知られている。
電磁気学は、これらの電磁的現象を電荷と電磁場の相互作用として説明する理論体系である。
電荷は物質に固有の物理量であり、物質と電磁場との結び付きの強さを表す量である。また、電磁場は時空の各点が持っている物理量であり（電磁エネルギーを携えたベクトルが稠密に分布した実ベクトル場である、と表せる。）、物質間の電気的作用と磁気的作用を媒介する。
電磁場としては、スカラーポテンシャルとベクトルポテンシャルの組、もしくは電場と磁場の組を考える。特にこれらの組を区別したい場合には前者を電磁ポテンシャル、後者を電磁場と呼ぶことがある。また、電場・磁場は直接的観測が可能であるが電磁ポテンシャルは観測によって一意に定めることができない。しかし、電場・磁場では説明できないが電磁ポテンシャルでは記述できる現象が存在する（アハラノフ＝ボーム効果など）ので、電磁ポテンシャルの方が本質的な物理量であると考えられている。
電磁場は電荷を帯びた物体に力を及ぼす。この力をローレンツ力という。逆に、荷電粒子の存在は電磁場に影響を与える。電磁場の振る舞い、及び電荷・電流が電磁場に与える影響はマクスウェル方程式で記述される。このローレンツ力とマクスウェル方程式は、電磁気学における最も基礎的な法則である。
マクスウェル方程式の解の1つとして、電磁場の波である電磁波が得られる。電磁波は、波長や発生機構によって呼び名が変わる。電気通信などに用いられる波長の長い電磁波は電波、それより波長が短くなると光（赤外線、可視光線、紫外線）、更に波長が短い電磁波は、X線、ガンマ線などと呼ばれる。

## 電磁気学関連のSI単位
| 名称                   | 記号 | 次元          | 組立                         | 物理量                                     |
| ---------------------- | ---- | ------------- | ---------------------------- | ------------------------------------------ |
| アンペア（SI基本単位） | A    | I             | A                            | 電流                                       |
| クーロン               | C    | T I           | A·s                          | 電荷（電気量）                             |
| ボルト                 | V    | L2 T−3 M I−1  | J/C = kg·m2·s−3·A−1          | 電圧・電位                                 |
| オーム                 | Ω    | L2 T−3 M I−2  | V/A = kg·m2·s−3·A−2          | 電気抵抗・インピーダンス・リアクタンス     |
| オーム・メートル       | Ω·m  | L3 T−3 M I−2  | kg·m3·s−3·A−2                | 電気抵抗率                                 |
| ワット                 | W    | L2 T−3 M      | V·A = kg·m2·s−3              | 電力・放射束                               |
| ファラド               | F    | L−2 T4 M−1 I2 | C/V = kg−1·m−2·A2·s4         | 静電容量                                   |
| ファラド毎メートル     | F/m  | L−3 T4 I2 M−1 | kg−1·m−3·A2·s4               | 誘電率                                     |
| 毎ファラド（ダラフ）   | F−1  | L2 T−4 M I−2  | V/C = kg1·m2·A−2·s−4         | エラスタンス                               |
| ボルト毎メートル       | V/m  | L T−3 M I−1   | kg·m·s−3·A−1                 | 電場（電界）の強さ                         |
| クーロン毎平方メートル | C/m2 | L−2 T I       | C/m2= m−2·A·s                | 電束密度                                   |
| ジーメンス             | S    | L−2 T3 M−1 I2 | Ω−1 = kg−1·m−2·s3·A2         | コンダクタンス・アドミタンス・サセプタンス |
| ジーメンス毎メートル   | S/m  | L−3 T3 M−1 I2 | kg−1·m−3·s3·A2               | 電気伝導率（電気伝導度・導電率）           |
| ウェーバ               | Wb   | L2 T−2 M I−1  | V·s = J/A = kg·m2·s−2·A−1    | 磁束                                       |
| テスラ                 | T    | T−2 M I−1     | Wb/m2 = kg·s−2·A−1           | 磁束密度                                   |
| アンペア回数           | A    | I             | A                            | 起磁力                                     |
| アンペア毎メートル     | A/m  | L−1 I         | m−1·A                        | 磁場（磁界）の強さ                         |
| アンペア毎ウェーバ     | A/Wb | L−2 T2 M−1 I2 | kg−1·m−2·s2·A2               | 磁気抵抗（リラクタンス、英: reluctance）   |
| ヘンリー               | H    | L2 T−2 M I−2  | Wb/A = V·s/A = kg·m2·s−2·A−2 | インダクタンス・パーミアンス               |
| ヘンリー毎メートル     | H/m  | L T−2 M I−2   | kg·m·s−2·A−2                 | 透磁率                                     |

## 他の分野との関連

### 電気工学
ローレンツ力が作用する導体中の電子の運動をオームの法則（電流は電場に比例する、という法則）で近似し、電場の時間変化による磁場の生成（マクスウェル方程式の一部）を無視すると、準定常電流の理論が得られる。この理論は、電気工学の基礎理論であり、現代のエレクトロニクスの基礎を成している。電場の強さ（電界強度）の単位は[V/m]なので、アンテナの実効長[m]または実効高[m]を掛けると、アンテナの誘起電圧 [V]になる。

### 電磁光学
電磁光学は、光は電磁波であるという立場から光の性質を論ずる学問である。ここでも電磁気学におけるマクスウェル方程式が基礎となっている。

### 量子力学
19世紀末、多くの物理学者は「全ての物理現象はニュートン力学、ローレンツ力、マクスウェル方程式で原理的には説明できる」と考えていた。
しかしその後、ニュートン力学と電磁気学では説明できない現象が次々に発見された。光電効果、黒体放射のエネルギー密度、コンプトン効果は光を粒子であると考えると説明できるが、このことは電磁気学における「光は電磁波である」という描像に反する。また、電磁気学によればラザフォードの原子模型は安定に存在しえないことが結論づけられるが、実際の原子は安定である。
ニュートン力学・電磁気学で記述できないようなこれらの現象を記述しようと努力した結果が、量子力学という全く新しい物理学の誕生である。
1940年代には、電磁気学の量子論である量子電磁力学（QED）が完成した。量子電磁力学では、電磁場と荷電粒子の場の両方が量子化され、荷電粒子間の相互作用は電磁場の量子である光子の交換として理解される。

### 特殊相対性理論
マクスウェル方程式によると、真空中の電磁波の速度は慣性系の選び方によらない基本的な物理定数（電気定数と磁気定数）だけで定まる。実際、真空中の光速は慣性系によらず一定であること（光速度不変の原理）は実験的に立証されている。特殊相対性理論は、この光速度不変の原理と特殊相対性原理を指導原理として、アインシュタインが構築した理論である。